# Ridläger
Ridläger,  läger med inriktning på ridning och hästar. Det förekommer många olika inriktningar såsom handikappsridning, westernridning mm. och de flesta innehåller olika kurser. Det är ofta ridskolor eller företag som arrangerar, och det varierar hur lång tid de varar. De flesta ridläger är belagda med en avgift.